# Sportgemeinschaft 09 Wattenscheid 1996-1997
Questa voce raccoglie le informazioni riguardanti la Sportgemeinschaft 09 Wattenscheid nelle competizioni ufficiali della stagione 1996-1997.

## Stagione
Nella stagione 1996-1997 il Wattenscheid, allenato da Franz-Josef Tenhagen, concluse il campionato di Regionalliga ovest-sudovest al 1º posto e fu promosso in 2. Bundesliga. In Coppa di Germania il Wattenscheid fu eliminato al secondo turno dal Karlsruhe II.

## Rosa
| N. |                       | Ruolo | Calciatore        |
| -- | --------------------- | ----- | ----------------- |
| 1  | Germania (bandiera)   | P     | Peter Martin      |
| 2  | Germania (bandiera)   | D     | Frank Bläker      |
| 3  | Germania (bandiera)   | D     | Hilko Ristau      |
| 4  | Germania (bandiera)   | D     | Andreas Teichmann |
| 5  | Germania (bandiera)   | D     | Mirko Stark       |
| 6  | Germania (bandiera)   | D     | Stefan Fengler    |
| 7  | Germania (bandiera)   | D     | Werner Kempkens   |
| 8  | Germania (bandiera)   | A     | Sergio Allievi    |
| 9  | Ucraina (bandiera)    | A     | Sergej Dikhtiar   |
| 10 | Germania (bandiera)   | C     | Frank Süs         |
| 11 | Germania (bandiera)   | A     | Marcus Feinbier   |
| 13 | Germania (bandiera)   | C     | Stefan Majek      |
| 14 | Slovacchia (bandiera) | C     | Emil Hamár        |
| 14 | Germania (bandiera)   | C     | Dennis Lucke      |

| N. |                     | Ruolo | Calciatore        |
| -- | ------------------- | ----- | ----------------- |
| 15 | Germania (bandiera) | C     | André Gumprecht   |
| 16 | Germania (bandiera) | C     | Rainer Schümann   |
| 17 | Germania (bandiera) | C     | Marcus Hasecke    |
| 21 | Germania (bandiera) | D     | Stefan Blank      |
| 22 | Germania (bandiera) | D     | Olaf Skok         |
|    | Germania (bandiera) | P     | Christian Maly    |
|    | Germania (bandiera) | D     | Martin Klinge     |
|    | Turchia (bandiera)  | C     | Yıldıray Baştürk  |
|    | Germania (bandiera) | C     | Marko Jedlicka    |
|    | Germania (bandiera) | C     | Mario Plechaty    |
|    | Polonia (bandiera)  | C     | Michał Probierz   |
|    | Germania (bandiera) | C     | Mark Schierenberg |
|    | Germania (bandiera) | A     | Ralf Balzis       |

## Organigramma societario
Area tecnica
- Allenatore: Franz-Josef Tenhagen
- Allenatore in seconda:
- Preparatore dei portieri:
- Preparatori atletici:
- Analisi video:

## Calciomercato

### Sessione estiva
| Acquisti | Acquisti         | Acquisti             | Acquisti |
| R.       | Nome             | da                   | Modalità |
| -------- | ---------------- | -------------------- | -------- |
| A        | Ralf Balzis      | Osnabrück            |          |
| C        | Yıldıray Baştürk | Wattenscheid 09 U19  |          |
| A        | Sergej Dikhtiar  | Schalke 04           |          |
| D        | Stefan Fengler   | Borussia Dortmund II |          |
| C        | Emil Hamár       | Verviétois           |          |
| D        | Werner Kempkens  | Bocholt              |          |
| D        | Martin Klinge    | Westfalia Weitmar    |          |
| C        | Stefan Majek     | RW Oberhausen        |          |
| P        | Christian Maly   | Wattenscheid 09 II   |          |
| C        | Mario Plechaty   | Wattenscheid 09 II   |          |
| D        | Hilko Ristau     | Bonner               |          |
| D        | Mirko Stark      | Wattenscheid 09 II   |          |
| C        | Frank Süs        | Hertha Berlino       |          |

| Cessioni | Cessioni            | Cessioni           | Cessioni |
| R.       | Nome                | a                  | Modalità |
| -------- | ------------------- | ------------------ | -------- |
| D        | Sven Backhaus       | Admira/Wacker      |          |
| C        | Hans-Jürgen Brunner | Ansbach            |          |
| A        | Ahmet Dursun        | Kocaelispor        |          |
| D        | Andreas Golombek    | Fortuna Düsseldorf |          |
| A        | Erik Groeleken      | Blau-Weiß Linz     |          |
| C        | Matejas Jozipović   | Pola               |          |
| D        | Carsten Keuler      | Norimberga         |          |
| C        | Dirk Klinge         | Ried               |          |
| P        | Frank Kurth         | Rot-Weiss Essen    |          |
| A        | Tomislav Marić      | Kickers Stoccarda  |          |
| A        | Tino Milde          | RW Oberhausen      |          |
| A        | Michael Preetz      | Hertha Berlino     |          |
| A        | Giuseppe Reina      | Arminia Bielefeld  |          |
| C        | Andreas Sassen      | Schwarz-Weiß Essen |          |
| A        | Guido Silberbach    | Remscheid          |          |
| D        | Jörg Sobiech        | N.E.C.             |          |
| C        | Adrian Spyrka       | Magonza            |          |
| D        | Alexander Strehmel  | Unterhaching       |          |

### Sessione invernale
| Acquisti | Acquisti        | Acquisti             | Acquisti |
| R.       | Nome            | da                   | Modalità |
| -------- | --------------- | -------------------- | -------- |
| D        | Stefan Blank    | Schalke 04 II        |          |
| A        | Marcus Feinbier | Alemannia Aquisgrana |          |

| Cessioni | Cessioni | Cessioni | Cessioni |
| R.       | Nome     | a        | Modalità |
| -------- | -------- | -------- | -------- |

## Risultati

### Regionalliga ovest-sudovest

#### Girone di andata
| Arbitro: | Oprei |

|                       |           |                    |
| Skok 21’ Plechaty 89’ | Marcatori | 30’ Lässig 41’ Heß |

| Homburg 4 agosto 1996, ore 15:00 CEST 2ª giornata | Homburg | 0 – 0 referto | Wattenscheid 09 | Waldstadion Homburg (1 200 spett.)\| Arbitro: \| Insam \| |
| Arbitro:                                          | Insam   |               |                 |                                                           |

| Arbitro: | Jansen |

|                      |           |            |
| Süs 41’ Dikhtiar 54’ | Marcatori | 90’ Zibert |

| Arbitro: | Hotop |

|               |           |            |
| Heinsdorf 28’ | Marcatori | 80’ Ristau |

| Bochum 25 agosto 1996, ore 15:00 CEST 5ª giornata | Wattenscheid 09 | 0 – 0 referto | Wuppertal | Lohrheidestadion (2 145 spett.)\| Arbitro: \| Aust \| |
| Arbitro:                                          | Aust            |               |           |                                                       |

| Arbitro: | Willems |

|               |           |                          |
| Papic 8’, 86’ | Marcatori | 27’ Teichmann 36’ Ristau |

| Arbitro: | Krug |

|  |           |                       |
|  | Marcatori | 31’ Deffke 40’ Turgut |

| Arbitro: | Jonsson |

|          |           |                                           |
| Ewen 27’ | Marcatori | 52’ Allievi 77’ Skok 85’ Süs 89’ Dikhtiar |

| Arbitro: | Zumkier |

|                              |           |  |
| Weiszenbacher 25’ Bennij 75’ | Marcatori |  |

| Arbitro: | Henes |

|                                |           |                  |
| Süs 15’ Kempkens 83’ Majek 85’ | Marcatori | 1’ (rig.) Kämper |

| Arbitro: | Gruse |

|  |           |                                                                        |
|  | Marcatori | 3’ Dikhtiar 23’, 84’ Süs 54’ Skok 62’ Gumprecht 79’ Probierz 90’ Hamár |

| Arbitro: | Oprei |

|                            |           |                            |
| Allievi 28’ Majek 41’, 79’ | Marcatori | 45’ (aut.) Ristau 83’ Cava |

| Arbitro: | Wick |

|                   |           |                                    |
| Krämer 14’ (rig.) | Marcatori | 20’ Majek 55’ Allievi 90’ Dikhtiar |

| Arbitro: | Schweitzer |

|                                        |           |                             |
| Fengler 32’ Teichmann 57’ Dikhtiar 90’ | Marcatori | 13’ Lämmermann 40’ Feinbier |

| Arbitro: | Kinhöfer |

|  |           |                         |
|  | Marcatori | 27’ Ristau 88’ Dikhtiar |

| Arbitro: | Kortholt |

|                                                        |           |  |
| Stark 30’ Majek 70’ Skok 74’ Plechaty 78’ Kempkens 80’ | Marcatori |  |

| Arbitro: | Schneider |

|  |           |                       |
|  | Marcatori | 55’ Stark 90’ Allievi |

#### Girone di ritorno
| Arbitro: | Fandel |

|  |           |                       |
|  | Marcatori | 85’ Majek 90’ Allievi |

| Arbitro: | Berg |

|  |           |                      |
|  | Marcatori | 50’ Wruck 82’ Stanic |

| Arbitro: | Funken |

|                        |           |                     |
| Choji 50’ Corvalan 83’ | Marcatori | 10’ Hamár 88’ Stark |

| Arbitro: | Schweitzer |

|          |           |  |
| Skok 50’ | Marcatori |  |

| Arbitro: | Schütz |

|            |           |              |
| Müller 64’ | Marcatori | 12’ Kempkens |

| Arbitro: | Schneider |

|                                 |           |  |
| Süs 7’, 45’ (rig.) Feinbier 62’ | Marcatori |  |

| Arbitro: | Jonsson |

|                              |           |                   |
| Turgut 35’ (rig.) Deffke 53’ | Marcatori | 67’, 74’ Feinbier |

| Arbitro: | Milic |

|              |           |  |
| Feinbier 49’ | Marcatori |  |

| Arbitro: | Wicht |

|                        |           |            |
| Feinbier 71’ Majek 90’ | Marcatori | 59’ Czakon |

| Arbitro: | Kinhöfer |

|              |           |                    |
| Renkhoff 90’ | Marcatori | 3’ Skok 30’ Ristau |

| Arbitro: | Haupt |

|                                       |           |                |
| Allievi 20’ Feinbier 26’ Dikhtiar 75’ | Marcatori | 90’ Burghammer |

| Arbitro: | Gruse |

|                          |           |                                             |
| Mehle 59’ Rohrbacher 90’ | Marcatori | 26’ Ristau 49’ Süs 68’ Allievi 82’ Feinbier |

| Arbitro: | Steinborn |

|                       |           |               |
| Feinbier 76’ Skok 84’ | Marcatori | 47’ Bridaitis |

| Arbitro: | Schütz |

|                  |           |                                         |
| Vanderbroeck 81’ | Marcatori | 40’, 55’, 72’ Feinbier 79’, 85’ Allievi |

| Arbitro: | Kortholt |

|                                          |           |            |
| Ristau 18’ Fengler 28’ Feinbier 39’, 79’ | Marcatori | 10’ Gebker |

| Arbitro: | Blüthgen |

|                              |           |                                        |
| Zuraski 11’, 67’ Raschke 82’ | Marcatori | 5’, 44’ Allievi 65’ Feinbier 75’ Majek |

| Arbitro: | Funken |

|         |           |  |
| Süs 12’ | Marcatori |  |

### Coppa di Germania
| Arbitro: | Malbranc |

|                                              |           |                                  |
| Ristau 42’ Dikhtiar 50’ Skok 69’ Bläker 115’ | Marcatori | 14’ Zorc 75’ Herrlich 88’ Reuter |

| Arbitro: | Hilmes |

|                             |                      |                                    |
| Ristau Süs Gumprecht Balzis | Tiri di rigore 2 – 4 | Kolinger Hurle Streichsbier Süngül |

## Statistiche

### Statistiche di squadra
| Competizione      | Punti | In casa | In casa | In casa | In casa | In casa | In casa | In trasferta | In trasferta | In trasferta | In trasferta | In trasferta | In trasferta | Totale | Totale | Totale | Totale | Totale | Totale | DR  |
| Competizione      | Punti | G       | V       | N       | P       | Gf      | Gs      | G            | V            | N            | P            | Gf           | Gs           | G      | V      | N      | P      | Gf     | Gs     | DR  |
| ----------------- | ----- | ------- | ------- | ------- | ------- | ------- | ------- | ------------ | ------------ | ------------ | ------------ | ------------ | ------------ | ------ | ------ | ------ | ------ | ------ | ------ | --- |
| Regionalliga      | 77    | 17      | 13      | 2       | 2       | 35      | 16      | 17           | 10           | 6            | 1            | 43           | 19           | 34     | 23     | 8      | 3      | 78     | 35     | +43 |
| Coppa di Germania | -     | 2       | 1       | 1       | 0       | 4       | 3       | 0            | 0            | 0            | 0            | 0            | 0            | 2      | 1      | 1      | 0      | 4      | 3      | +1  |
| Totale            | 77    | 19      | 14      | 3       | 2       | 39      | 19      | 17           | 10           | 6            | 1            | 43           | 19           | 36     | 24     | 9      | 3      | 82     | 38     | +44 |

### Andamento in campionato
| Giornata  | 1 | 2 | 3 | 4 | 5  | 6  | 7  | 8  | 9  | 10 | 11 | 12 | 13 | 14 | 15 | 16 | 17 | 18 | 19 | 20 | 21 | 22 | 23 | 24 | 25 | 26 | 27 | 28 | 29 | 30 | 31 | 32 | 33 | 34 |
| --------- | - | - | - | - | -- | -- | -- | -- | -- | -- | -- | -- | -- | -- | -- | -- | -- | -- | -- | -- | -- | -- | -- | -- | -- | -- | -- | -- | -- | -- | -- | -- | -- | -- |
| Luogo     | C | T | C | T | C  | T  | C  | T  | T  | C  | T  | C  | T  | C  | T  | C  | T  | T  | C  | T  | C  | T  | C  | T  | C  | C  | T  | C  | T  | C  | T  | C  | T  | C  |
| Risultato | N | N | V | N | N  | N  | P  | V  | P  | V  | V  | V  | V  | V  | V  | V  | V  | V  | P  | N  | V  | N  | V  | N  | V  | V  | V  | V  | V  | V  | V  | V  | V  | V  |
| Posizione | 4 | 8 | 6 | 8 | 10 | 12 | 14 | 10 | 13 | 9  | 5  | 4  | 4  | 4  | 3  | 2  | 2  | 2  | 2  | 2  | 2  | 2  | 2  | 2  | 2  | 1  | 1  | 1  | 1  | 1  | 1  | 1  | 1  | 1  |

Legenda:

Luogo: C = Casa; T = Trasferta. Risultato: V = Vittoria; N = Pareggio; P = Sconfitta.

### Statistiche dei giocatori
| Giocatore       | Regionalliga | Regionalliga | Regionalliga | Regionalliga | Coppa di Germania | Coppa di Germania | Coppa di Germania | Coppa di Germania | Totale   | Totale | Totale      | Totale     |
| Giocatore       | Presenze     | Reti         | Ammonizioni  | Espulsioni   | Presenze          | Reti              | Ammonizioni       | Espulsioni        | Presenze | Reti   | Ammonizioni | Espulsioni |
| --------------- | ------------ | ------------ | ------------ | ------------ | ----------------- | ----------------- | ----------------- | ----------------- | -------- | ------ | ----------- | ---------- |
| S. Allievi      | 33           | 11           | 5            | 0            | 2                 | 0                 | 0                 | 0                 | 35       | 11     | 5           | 0          |
| R. Balzis       | 9            | 0            | 0            | 0            | 1                 | 0                 | 0                 | 0                 | 10       | 0      | 0           | 0          |
| Y. Baştürk      | 0            | 0            | 0            | 0            | 0                 | 0                 | 0                 | 0                 | 0        | 0      | 0           | 0          |
| S. Blank        | 1            | 0            | 0            | 0            | 0                 | 0                 | 0                 | 0                 | 1        | 0      | 0           | 0          |
| F. Bläker       | 13           | 0            | 0            | 0            | 1                 | 1                 | 0                 | 0                 | 14       | 1      | 0           | 0          |
| S. Dikhtiar     | 33           | 7            | 3            | 1            | 2                 | 1                 | 0                 | 0                 | 35       | 8      | 3           | 1          |
| M. Feinbier     | 15           | 14           | 1            | 0            | 0                 | 0                 | 0                 | 0                 | 15       | 14     | 1           | 0          |
| S. Fengler      | 34           | 2            | 1            | 0            | 2                 | 0                 | 0                 | 0                 | 36       | 2      | 1           | 0          |
| A. Gumprecht    | 31           | 1            | 1            | 0            | 2                 | 0                 | 0                 | 0                 | 33       | 1      | 1           | 0          |
| E. Hamár        | 19           | 2            | 1            | 0            | 2                 | 0                 | 1                 | 0                 | 21       | 2      | 2           | 0          |
| M. Hasecke      | 3            | 0            | 0            | 0            | 0                 | 0                 | 0                 | 0                 | 3        | 0      | 0           | 0          |
| M. Jedlicka     | 2            | 0            | 0            | 0            | 2                 | 0                 | 0                 | 0                 | 4        | 0      | 0           | 0          |
| W. Kempkens     | 30           | 3            | 1            | 0            | 2                 | 0                 | 0                 | 0                 | 32       | 3      | 1           | 0          |
| M. Klinge       | 0            | 0            | 0            | 0            | 0                 | 0                 | 0                 | 0                 | 0        | 0      | 0           | 0          |
| D. Lucke        | 0            | 0            | 0            | 0            | 0                 | 0                 | 0                 | 0                 | 0        | 0      | 0           | 0          |
| S. Majek        | 24           | 8            | 1            | 0            | 0                 | 0                 | 0                 | 0                 | 24       | 8      | 1           | 0          |
| C. Maly         | 2            | 0            | 0            | 0            | 0                 | 0                 | 0                 | 0                 | 2        | 0      | 0           | 0          |
| P. Martin       | 32           | 0            | 0            | 0            | 2                 | 0                 | 0                 | 0                 | 34       | 0      | 0           | 0          |
| M. Plechaty     | 20           | 2            | 1            | 0            | 0                 | 0                 | 0                 | 0                 | 20       | 2      | 1           | 0          |
| M. Probierz     | 13           | 1            | 1            | 0            | 0                 | 0                 | 0                 | 0                 | 13       | 1      | 1           | 0          |
| T. Ridder       | 6            | 0            | 1            | 0            | 0                 | 0                 | 0                 | 0                 | 6        | 0      | 1           | 0          |
| H. Ristau       | 32           | 6            | 5            | 0            | 2                 | 1                 | 0                 | 0                 | 34       | 7      | 5           | 0          |
| M. Schierenberg | 0            | 0            | 0            | 0            | 0                 | 0                 | 0                 | 0                 | 0        | 0      | 0           | 0          |
| R. Schümann     | 0            | 0            | 0            | 0            | 0                 | 0                 | 0                 | 0                 | 0        | 0      | 0           | 0          |
| O. Skok         | 32           | 7            | 7            | 0            | 2                 | 1                 | 0                 | 0                 | 34       | 8      | 7           | 0          |
| M. Stark        | 24           | 3            | 1            | 0            | 2                 | 0                 | 0                 | 0                 | 26       | 3      | 1           | 0          |
| F. Süs          | 33           | 9            | 1            | 0            | 2                 | 0                 | 0                 | 0                 | 35       | 9      | 1           | 0          |
| A. Teichmann    | 32           | 2            | 2            | 0            | 2                 | 0                 | 0                 | 0                 | 34       | 2      | 2           | 0          |